# Mule-Halbinsel
Die Mule-Halbinsel (norwegisch Breidnesmulen, wörtlich übersetzt Breitlandmaul, englisch Mule Peninsula) ist eine unregelmäßig geformte und felsige Halbinsel an der Ingrid-Christensen-Küste des ostantarktischen Prinzessin-Elisabeth-Lands. Sie liegt zwischen dem Ellis-Fjord und dem Krok-Fjord im südlichen Abschnitt der Vestfoldbergen.
Norwegische Kartografen, die auch die deskriptive Benennung vornahmen, kartierten sie anhand von Luftaufnahmen, die bei der Lars-Christensen-Expedition 1936/37 entstanden. Die heute gültige Benennung erfolge durch das Antarctic Names Committee of Australia (ANCA).